# Pulau Pai
Pulau Pai är en ö i Indonesien.   Den ligger i provinsen Papua, i den östra delen av landet, 3 300 km öster om huvudstaden Jakarta. Arean är 5,0 kvadratkilometer.
Terrängen på Pulau Pai är platt. Öns högsta punkt är 51 meter över havet. Den sträcker sig 4,5 kilometer i nord-sydlig riktning, och 2,4 kilometer i öst-västlig riktning.